# 田牛
田牛（1925年1月—2015年5月27日），原名田大年，男，黑龙江宁安人，中国微循环专家，曾任中国人民解放军总医院临床基础医学研究所研究员、博士生导师。